# Mauloutchia humblotii
Mauloutchia humblotii är en tvåhjärtbladig växtart som först beskrevs av H. Perr., och fick sitt nu gällande namn av René Paul Raymond Capuron. Mauloutchia humblotii ingår i släktet Mauloutchia och familjen Myristicaceae. Inga underarter finns listade i Catalogue of Life.